# Traité d'État autrichien
Le traité d'État autrichien (en allemand : Österreichischer Staatsvertrag), dans sa forme complète « traité d'État concernant le rétablissement d'une Autriche indépendante et démocratique signé à Vienne le 15 mai 1955 » (en allemand : Staatsvertrag betreffend die Wiederherstellung eines unabhängigen und demokratischen Österreich, gegeben zu Wien am 15. Mai 1955), a été signé le 15 mai 1955 au palais du Belvédère à Vienne, en Autriche, entre les forces occupantes alliées — les États-Unis, l'URSS, la France et le Royaume-Uni — et le gouvernement autrichien. Il est entré en vigueur le 27 juillet 1955.
Le traité d'État autrichien est un exemple de désengagement formel, multilatéral et de superpuissance qui laisse l'Autriche neutre pendant toute la durée de la guerre froide, l'Autriche restant en dehors du pacte de Varsovie, de l'OTAN et de la Communauté économique européenne. 

## Généralités et structure
L'objet de ce traité était le rétablissement d'un État autrichien libre, souverain, et démocratique. Ce traité était également une conséquence de la déclaration de Moscou du 30 octobre 1943, où le Royaume-Uni, les États-Unis et l'URSS avaient déclaré l'Anschluss de l'Autriche au Reich allemand nul.
Les signataires du traité étaient, outre Julius Raab, chancelier fédéral autrichien, les ministres des Affaires étrangères des puissances respectives, Viatcheslav Mikhaïlovitch Molotov pour l’URSS, John Foster Dulles pour les États-Unis, Harold Macmillan pour le Royaume-Uni, Antoine Pinay pour la France, et Leopold Figl, ministre autrichien des Affaires étrangères, tout comme les quatre ambassadeurs des forces occupantes : Ivan Illitchev pour l'URSS, Llewellyn Thompson pour les États-Unis, Geoffrey Wallinger pour le Royaume-Uni, et Roger Lalouette pour la France.
Le traité d'État, est composé d'un préambule et des 9 parties suivantes :
1. Clause politique et territoriale.
2. Clause militaire et concernant les trajets aériens.
3. Réparations.
4. Retrait des forces alliées.
5. Propriété, droits, et intérêts.
6. Relations économiques.
7. Règlement en cas de conflit.
8. Clause économique.
9. Clause finale.

## Principaux points du traité

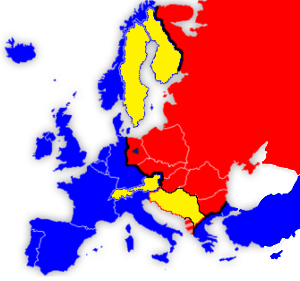
Pays neutres et rideau de fer.

En plus de la réglementation générale et de la reconnaissance de l'État autrichien, les droits des minorités slovènes et croates sont réglés à l'article 7. L'article 4 interdit à l'Autriche l'Anschluß avec l'Allemagne. L'Autriche s'engage à l'article 9 à dissoudre toutes les organisations nationales-socialistes, et à n'autoriser plus aucune action de la part d'organisations nazies et fascistes.
L'Autriche s'engageait de plus, après la conclusion du traité d'État, à manifester de son plein gré une constante neutralité, qui de ce fait ne figurait pas dans le traité, mais qui était en étroite relation avec celui-ci.
Pendant la guerre froide, l'interdiction d'Anschluss et la constante neutralité ont été interprétées comme une interdiction d'entrer dans la Communauté économique européenne (qui deviendra en 1993 la Communauté européenne, pilier de l'Union européenne). Cette interprétation a par la suite changé, et depuis son entrée en 1995, l'Autriche est membre de l'Union européenne.

## Conséquences

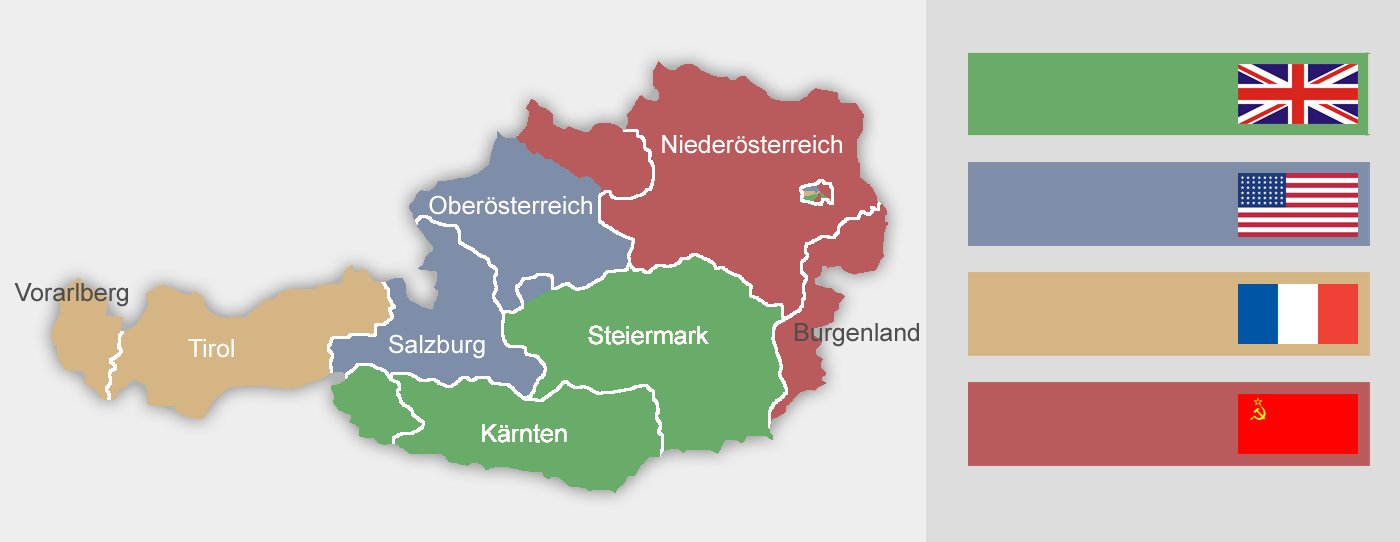
Zones d'occupation de l'Autriche (1945-1955).

À la suite de ce traité, les forces d'occupation quittaient l'Autriche le 25 octobre 1955. La commission alliée pour l'Autriche fut de ce fait dissoute. Le 26 octobre, jour de fête nationale, est parfois mis en relation avec cet événement, bien que le 26 octobre 1955 soit dans la constitution fédérale lié à la neutralité autrichienne.
L'Autriche fut, entre 1955 et la révolution de Velours de 1989, le seul État libéré de toute force d'occupation d'une manière pacifique, grâce à ce traité d'État et la neutralité autrichienne.

## Désengagement de superpuissances
Le traité d'État autrichien est un exemple de désengagement formel, multilatéral et de superpuissance qui laisse l'Autriche neutre pendant toute la durée de la guerre froide, l'Autriche restant en dehors du Pacte de Varsovie, de l'OTAN et de la Communauté économique européenne. 